# Tommaso Menoncello
Tommaso Menoncello (Treviso, 20 agosto 2002) è un rugbista a 15 italiano, tre quarti centro del Benetton.

## Biografia
Cresciuto nel vivaio del Benetton, proseguì la sua formazione a Paese e all'Accademia FIR prima di debuttare in massima divisione.
Tesserato per Mogliano, tornò nel 2020 al Benetton come permit player in United Rugby Championship.
Debuttò con meta il 20 novembre 2020 a Treviso contro i Dragons e, a livello federale, rappresentò in seguito l'Italia U-20 e, a novembre 2021, anche l'Italia A.
Il C.T. della nazionale seniores Kieran Crowley lo schierò nella giornata d'apertura del Sei Nazioni 2022 contro la Francia, altro incontro di debutto con marcatura: la meta realizzata allo Stade de France lo ha reso il più giovane marcatore della storia del torneo.
Il 6 agosto 2023, durante un incontro preparatorio per la Coppa del Mondo contro l'Irlanda, riportò il distacco del tendine del capolungo del bicipite con associata lesione della capsula articolare; l'infortunio lo costrinse a saltare la Coppa del Mondo 2023.
Rientrato in nazionale in pianta stabile, è stato tra i protagonisti dei Sei Nazioni 2024 e 2025, imponendosi in entrambe le edizioni nella classifica del XV ideale della competizione nonché risultando in entrambi i casi candidato nella lista ristretta per scegliere il miglior giocatore del torneo, riconoscimento conferitogli nel 2024.